# Enseada de Cook

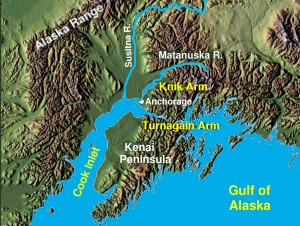
Mapa da enseada de Cook com os seus dois braços de mar, Knik e Turnagain Arms

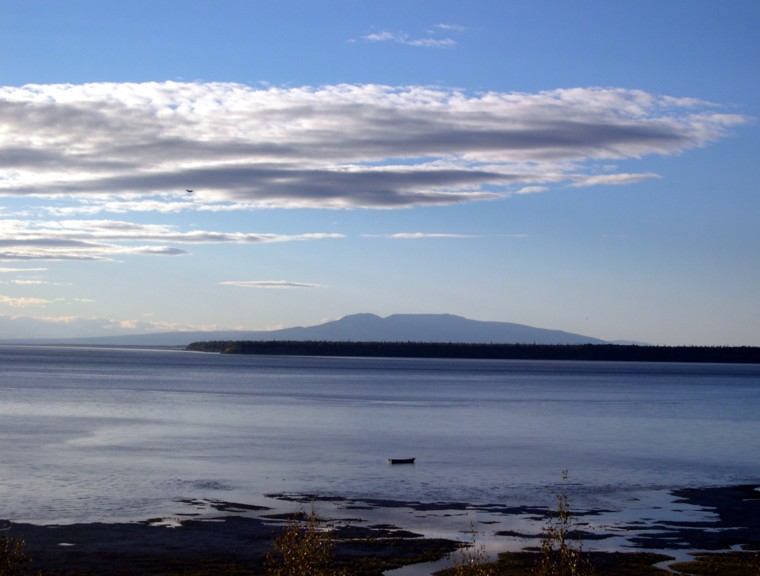
Vista da enseada de Cook a partir de Anchorage

A enseada de Cook ou golfo de Cook (em inglês:  Cook Inlet, também chamada Nuti) é um grande estuário no centro-sul do Alasca, que se estende por 288 km do golfo do Alasca até Anchorage. Separa a península de Kenai da zona continental do Alasca. O fundo do estuário, a norte, termina em dois braços, o Knik Arm e o Turnagain Arm, de cada lado da cidade de Anchorage.
É dominado a oeste pela cadeia vulcânica das Chigmit Mountains (uma subcadeia da cadeia aelúte) com o vulcão Redoubt, cuja última erupção foi em 1989.

## História

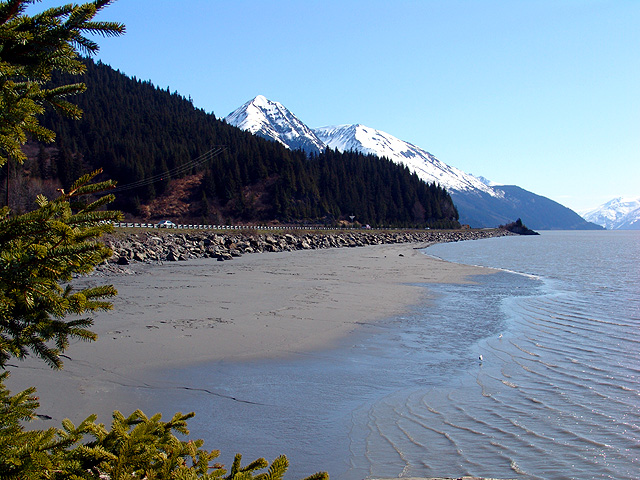
Turnagain Arm

O nome provém da última expedição de James Cook em 1778, que explorou o estuário em busca da passagem do Noroeste. A zona era já conhecida pelos russos, com a companhia Lebedev Lastochkin a já lá ter estabelecido um posto de tratamento de peles na foz do rio Kenai. O nome foi dado pela expedição de George Vancouver em 1794, que também participou na expedição anterior de Cook em 1778. O nome de Turnagain Arm' (dado por William Bligh, o célebre comandante do navio HMS Bounty e Sailing Master no navio do capitão Cook) traduz bem as vãs tentativas de encontrar a famosa passagem por esta expedição.

## População
A maior parte da população do Alasca encontra-se em localidades nas margens da enseada de Cook, concentrada na região de Anchorage e nas comunidades da península de Kenai. A maior parte da costa ocidental do estuário não está ligada ao sistema viário, e abriga a cidade de Tyonek e vários campos de extracção de petróleo.

## Recursos
A bacia da Cook Inlet tem grandes reservas de petróleo o gás natural, com muitos campos offshore. Em 2005 havia 16 plataformas na Cook Inlet. Há diversos oleodutos e gasodutos em volta ou sob o golfo. A produção de petróleo começou na década de 1960, e teve um pico em de 90 milhões de barris em 1970. Nos dias de hoje caiu para um nível marginal de cerca de 6 milhões de barris por ano.

## Fonte
- Este artigo foi inicialmente traduzido, total ou parcialmente, do artigo da Wikipédia em francês cujo título é «Golfe de Cook».